# Iteration
 Der er for få eller ingen kildehenvisninger i denne artikel, hvilket er et problem. Du kan hjælpe ved at angive troværdige kilder til de påstande, som fremføres i artiklen.

Iteration (fra latin iterare: gentage) er et begreb, der blandt andet bruges i forbindelse med systemudvikling og i numerisk analyse.

## Systemudvikling
Et systemudviklingsprojekt kan basalt set foregå ud fra en vandfaldsmodel eller iterativt. I det første tilfælde gennemløber projektet en række faser, der hver for sig afsluttes, inden man påbegynder næste fase. Der er adskillige bud på disse faser, der f.eks. kunne være:
- Kravdefinering
- Analyse
- Design
- Programmering
- Test

I et iterativt forløb vil projektet i stedet gennemløbe en række faser, der i princippet omfatter det samme, nemlig hver for sig en miniudgave af vandfaldsmodellens faser. Der er ikke nødvendigvis lige stort arbejde at gøre på hver af punkterne i en iteration. En iteration tidligt i forløbet vil ofte have mest fokus på de første punkter, mens en iteration sent i forløbet måske kun omfatter programmering og test.
Mange nyere systemudviklingsmetoder er iterative, og det iterative element kobles ofte med inkrementel udvikling. Eksempler på disse metoder er Unified Process og Extreme Programming.

## Numerisk analyse
Ved iterative metoder kan man forbedre et resultat og på den måde nærme sig en god løsning på et problem. For eksempel ved gentagelse af Newtons metode kan en funden løsning forbedres ved at bruge den fundne løsning som udgangspunkt for endnu en iteration, osv. man stopper når nøjagtighed har nået en ønsket præcision.

## Iterativt verbum
Iterative verber betegner en gentagen handling.
På latin har vi verbet no = jeg svømmer (af infinitiv nare). Hertil findes en iterativ form, natare, der kendetegner den gentagne handling: nato = jeg er ude at svømme.